# ジャン・アレクサンドル・ル・マット

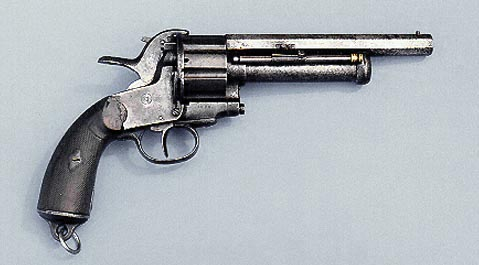
レ・マット・リボルバー

ジャン・アレクサンドル・フランソワ・ル・マット(Jean Alexandre Francois LeMat 1824年 - 1883年)あるいはジーン・アレキサンダー・フランシス・レ・マット。彼の名を冠したパーカッション式リボルバー、レ・マット・リボルバーを生み出した事で知られている。 
レマットはニューオーリンズで医師をしていたが、南北戦争時にこのリボルバーを売り込んだ。
1856年10月21日にはアメリカ合衆国の特許#15925を取得している。